# 蘇格蘭國民信託
蘇格蘭國民信託（英語：National Trust for Scotland，蘇格蘭蓋爾語：Urras Nàiseanta na h-Alba），全稱為蘇格蘭歷史文物和自然風景信託，是蘇格蘭的一個以保護自然風景和名勝古蹟的國民信託組織，類似於英國其他地區的國家名勝古蹟信託。蘇格蘭國民信託成立於1931年。蘇格蘭國民信託擁有540名僱員和超過33萬名成員。

## 歷史
蘇格蘭國民信託成立於1931年。起初，信託主要管理歷史住宅為主，極少涉獵野外空間。當信託開始管理鄉村莊園後，一度出現過關於旅客中心選址和路標設置的爭議。
2010年8月，信託委託里德爵士（Sir George Reid）出版的報告裏提出信託預期在2011/12財年末完成結構性改革的計劃。2015年，信托买下了克拉克曼南郡的阿洛阿塔（Alloa Tower），这是其7年来首次收购。

## 资金来源
2014/15财年，信托的总收入达到了4700万英镑。其中，主要的来源分别是会费（1250万镑）、商业活动（1110万镑）以及投资所得（760万镑）。同年，信托的总开支达4900万英镑，大部分都花费在了保护建筑的运作和修复上。

## 会员制度
信托采用了年度会员制。会员可以免费进入信托管理的景点，同时也能免费参观英格兰、威尔士和北爱尔兰国民信托的财产。信托在北美（美国及加拿大）也拥有姐妹机构。
信托依靠地方志愿者对其管理的自然景观进行维护。通常，这些志愿者都会在周末参加保护项目。

## 管理范围

### 历史建筑和花园
信托现时管理1500栋独立建筑，其中270栋为保护建筑。游客可以在全年参观建筑周围的开放空间，但是大部分建筑内部仅在复活节和圣诞之间开放。
信托拥有苏格兰最多的花园，数量高达70个之多，总面积238公顷。这些花园内种植有超过1万3500种植物。信托名下的花园跨越了从中世纪晚期到20世纪的各式苏格兰花园。

### 海岸线和郊野
目前，信托名下有7万6000公顷的郊野土地，其中包含了46座超过900米的山、400座岛屿和大量的海岸线。为保证这些土地能够保持未开发状态，且能最大化地向公众开放，信托制定了《郊野土地条例》用于管理。
由信托管理的郊野土地上有数量巨大的野生动物。据估计苏格兰海鸟的25%（约欧洲海鸟数量的8%）都在这些土地上筑巢。其他已知的动物包括红鹿、斑猫、松貂和红松鼠。
自1957年起，信托管理苏格兰第一个世界文化遗产聖基爾達島。圣基尔达岛及附近海域一共拥有超过100万只海鸟，岛上有三种独特的动物，分别是：索尔羊、圣基尔达岛田鼠和圣基尔达岛鹪鹩。

### 画作和雕塑
因为历史建筑存在中数以万计的画作、雕塑和家具，信托亦需要维护这些收藏品并且以原样展示给观众。

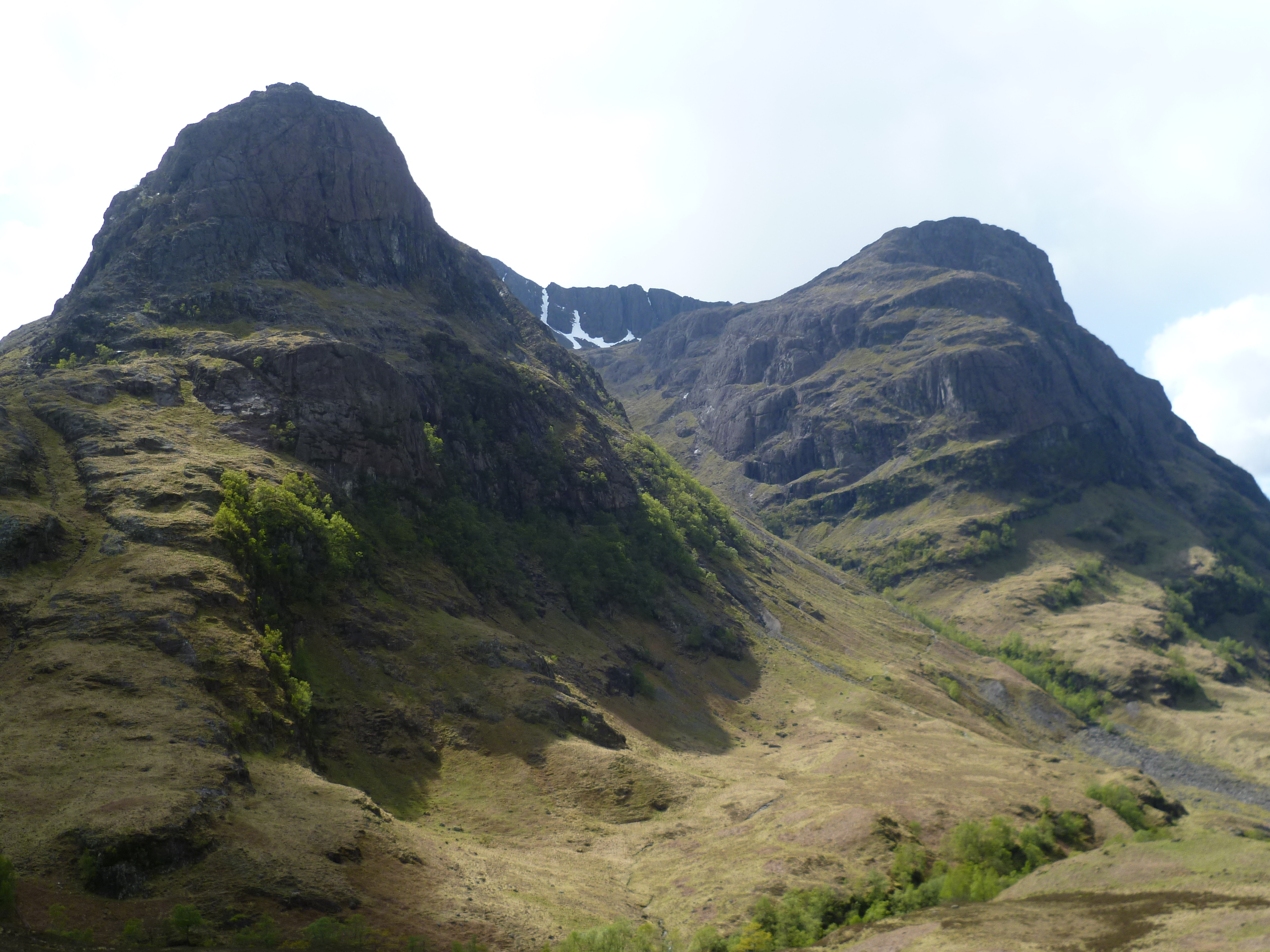
格伦科峡谷是信托管理的最重要的郊野土地之一

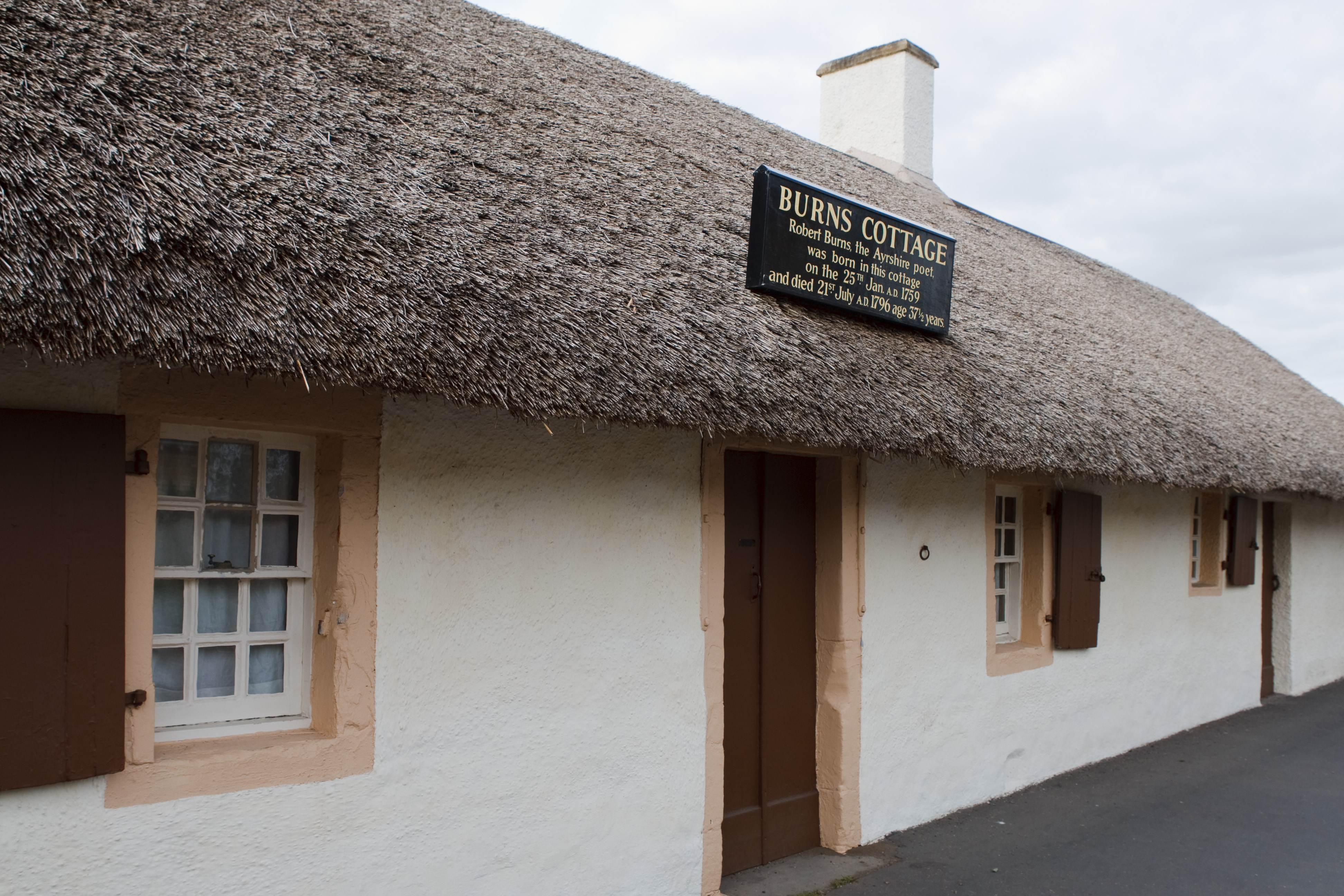
罗伯特·伯恩斯出生地

## 外部連結
- The National Trust for Scotland（页面存档备份，存于）
- The National Trust for Scotland Thistle Camps （页面存档备份，存于）
- The National Trust for Scotland Foundation USA （页面存档备份，存于）
- Scotland in Trust Magazine